# Frei (album)
 (juin 2012).
Si vous disposez d'ouvrages ou d'articles de référence ou si vous connaissez des sites web de qualité traitant du thème abordé ici, merci de compléter l'article en donnant les références utiles à sa vérifiabilité et en les liant à la section « Notes et références ».
Albums de LaFee
Classic Album
(2011)
Frei est le 5e album et dernier album studio de la chanteuse allemande de pop LaFee sorti le 19 août 2011.

## Pistes
1. Herzlich Wilkommen
2. Lass Die Puppe Tanzen
3. Alles Gute
4. Sonnensystem
5. Du Allein
6. Ich Bin (single)
7. Fliegen Mit Mir
8. 7 Sünden
9. Leben Wir Jetzt (single)
10. Phönix
11. Sieh Mich An
12. Danke
13. Ich Hab Dich Lieb

Sur iTunes l'album contient plusieurs pistes supplémentaires :
1. Ich lösch Dich aus
2. Ich bin
3. Frei (EPK)
4. LaFee Trailer